# ギービ・オナシビリ
ギービ・オナシビリ（Givi Onashvili 1947年7月27日- ）は、旧ソ連のグルジア・カヘティ州出身の柔道選手。階級は重量級。身長192cm。体重115kg。

## 人物
1969年の世界選手権では3位となった。1972年ミュンヘンオリンピックでは3回戦で西村昌樹を判定で破るものの、準決勝で西ドイツのクラウス・グラーンに袈裟固で敗れたが銅メダルを獲得した。その後、ヨーロッパ選手権では2度優勝を果たした。1976年にはフランス国際決勝で当時東海大相模高校3年だった山下泰裕と対戦することになったが、棄権負けして対戦せずに終わった。

## 主な戦績
(階級表記のない大会は全て重量級での成績)
- 1969年 - ヨーロッパ選手権　2位
- 1969年 - 世界選手権　3位
- 1971年 - ヨーロッパ選手権　3位
- 1972年 - ヨーロッパ選手権　2位
- 1972年 - ミュンヘンオリンピック　3位
- 1974年 - ヨーロッパ選手権　優勝
- 1975年 - ヨーロッパ選手権　優勝(無差別)
- 1975年 - ドイツ国際　2位
- 1976年 - フランス国際　2位
- 1976年 - ヨーロッパ選手権　2位